# Flugplatz Suhl-Goldlauter

i7
i11
i13
Der Flugplatz Suhl-Goldlauter (ICAO-Code: EDQS) ist ein Sonderlandeplatz im Thüringer Wald. Er verfügt über eine 570 Meter lange und 30 Meter breite Graspiste und ist für Segelflugzeuge, Motorsegler, Ultraleichtflugzeuge und Motorflugzeuge mit einem Höchstabfluggewicht von bis zu zwei Tonnen zugelassen.

## Veranstaltungen
Neben dem normalen Flugbetrieb wird auf dem Platz seit 2016 jährlich das Simson-Treffen Suhl veranstaltet.

## Zwischenfälle
- Am 21. Januar 2001 kam es während eines Werkstattflugs mit einem Hubschrauber des Typs Bölkow Bo 105S zu einem Triebwerksausfall des Triebwerks Nr. 1 und einer gleichzeitigen Leistungsminderung des Triebwerks Nr. 2. Der Hubschrauber konnte unbeschädigt gelandet werden.[3]

- Am 8. Juli 2002 startete ein Segelflugzeug vom Typ Glaser DG-300 im Schleppstart. In einer Höhe von etwa zwanzig Metern löste sich das Schleppseil. Daraufhin leitete der Pilot des Segelflugzeugs eine Rechtskurve ein, wobei die rechte Tragfläche den Boden berührte. Das Flugzeug schlug in der Folge auf dem Boden auf und der Pilot wurde schwer verletzt.[4]

- Am 25. Juni 2024 stürzte ein Segelflugzeug unmittelbar nach dem Start ab. Der siebzigjährige, niederländische Pilot starb noch an der Unfallstelle.[5]